# Ryan Benoit
Ryan Michale Benoit (San Diego, 25 de agosto de 1989) é um lutador de artes marciais mistas (MMA) dos Estados Unidos, que compete como peso-mosca no Ultimate Fighting Championship (UFC).

## Carreira no MMA

### Início de carreira
Benoit começou a treinar em 2007 e fez sua estréia profissional no MMA em maio de 2009. Ele lutou extensivamente em várias organizações dos Estados Unidos e uma vez no Canadá, no MFC. Acumulou um cartel de 7-2, antes de ingressar no Ultimate Fighting Championship.

### Ultimate Fighting Championship
Benoit fez sua estreia na promoção contra o também estreante Josh Sampo, em 30 de novembro de 2013, no The Ultimate Fighter 18 Finale. Ele perdeu a luta de virada, sendo finalizado com um mata-leão no final do segundo round. Apesar da derrota, foi concedido a Benoit (e ao seu adversário) o bônus de Luta da Noite do evento.
Benoit enfrentaria Ray Borg, em 28 de junho de 2014, no UFC Fight Night: Swanson vs. Stephens. Entretanto, devido a uma lesão, Benoit foi substituído pelo novato na organização, Shane Howell.
Benoit enfrentou Sergio Pettis, em 14 de março de 2015, no UFC 185. Depois de um primeiro round em que Pettis teve vantagem, no segundo round Benoit levou Pettis à knockdown com um gancho de esquerda e o nocauteou com uma enxurrada de golpes no ground and pound. Benoit recebeu críticas de fãs por chutar Pettis depois que o árbitro separou os dois lutadores. Benoit, imediatamente, pediu desculpas por seu comportamento, alegando que ele tinha deixado suas emoções tomarem conta de si. Dana White declarou, mais tarde, na conferência de imprensa pós-luta do UFC 185, que o UFC não faria nenhuma ação disciplinar em direção a Benoit, devido ao seu arrependimento imediato a respeito do incidente.
Benoit enfrentou Ben Nguyen, em 15 de novembro de 2015, no UFC 193. Ele perdeu a luta por finalização no primeiro round.
Benoit enfrentou Fredy Serrano, em 30 de julho de 2016, no UFC 201. Ele ganhou a luta por decisão dividida.
Benoit enfrentou Brandon Moreno, em 3 de dezembro de 2016, no The Ultimate Fighter 24 Finale. Ele perdeu a luta por decisão dividida.

## Campeonatos e realizações
- Ultimate Fighting Championship
  - Luta da Noite (Uma vez) vs. Josh Sampo

## Cartel no MMA
| Cartel no MMA   |             |            |
| 18 lutas        | 10 vitórias | 8 derrotas |
| Por nocaute     | 8           | 0          |
| Por finalização | 1           | 2          |
| Por decisão     | 1           | 6          |

| Res.    | Cartel | Oponente          | Método                    | Evento                                                 | Data       | Round | Tempo | Local              | Notas                                                                     |
| ------- | ------ | ----------------- | ------------------------- | ------------------------------------------------------ | ---------- | ----- | ----- | ------------------ | ------------------------------------------------------------------------- |
| Derrota | 10-8   | Zarrukh Adashev   | Decisão (unânime)         | UFC on ESPN: Hall vs. Strickland                       | 31/07/2021 | 3     | 5:00  | Enterprise, Nevada |                                                                           |
| Derrota | 10-7   | Tim Elliott       | Decisão (unânime)         | UFC on ESPN: Kattar vs. Ige                            | 15/07/2020 | 3     | 5:00  | Abu Dhabi          |                                                                           |
| Derrota | 10-6   | Heili Alateng     | Decisão (dividida)        | UFC Fight Night: Edgar vs. The Korean Zombie           | 21/12/2019 | 3     | 5:00  | Busan              |                                                                           |
| Vitória | 10-5   | Ashkan Mokhtarian | Nocaute (chute na cabeça) | UFC Fight Night: Werdum vs. Tybura                     | 19/11/2017 | 3     | 2:38  | Sydney             |                                                                           |
| Derrota | 9-5    | Brandon Moreno    | Decisão (dividida)        | The Ultimate Fighter: Tournament of Champions Finale   | 03/12/2016 | 3     | 5:00  | Las Vegas, Nevada  |                                                                           |
| Vitória | 9-4    | Fredy Serrano     | Decisão (dividida)        | UFC 201: Lawler vs. Woodley                            | 30/07/2016 | 3     | 5:00  | Atlanta, Georgia   |                                                                           |
| Derrota | 8-4    | Ben Nguyen        | Finalização (mata leão)   | UFC 193: Rousey vs. Holm                               | 15/11/2015 | 1     | 2:35  | Melbourne          |                                                                           |
| Vitória | 8-3    | Sergio Pettis     | Nocaute Técnico (socos)   | UFC 185: Pettis vs. dos Anjos                          | 14/03/2015 | 2     | 1:34  | Dallas, Texas      |                                                                           |
| Derrota | 7-3    | Josh Sampo        | Finalização (mata leão)   | The Ultimate Fighter: Team Rousey vs. Team Tate Finale | 30/11/2013 | 2     | 4:31  | Las Vegas, Nevada  | Estreia no peso-mosca; Sampo não bateu o peso (127.5 lbs); Luta da Noite. |
| Vitória | 7-2    | Cody Fuller       | Nocaute Técnico (socos)   | Legacy FC 24                                           | 11/10/2013 | 1     | 4:53  | Dallas, Texas      | Peso Casado (130 lbs).                                                    |
| Derrota | 6-2    | Anthony Birchak   | Decisão (unânime)         | MFC 37                                                 | 10/05/2013 | 3     | 5:00  | Edmonton, Alberta  |                                                                           |
| Vitória | 6-1    | Joseph Sandoval   | Nocaute Técnico (socos)   | Legacy FC 16                                           | 14/12/2012 | 1     | 1:02  | Dallas, Texas      |                                                                           |
| Vitória | 5-1    | Randy Villarreal  | Nocaute Técnico (socos)   | Legacy FC 13                                           | 16/08/2012 | 1     | 1:35  | Dallas, Texas      |                                                                           |
| Vitória | 4-1    | Cody Williams     | Finalização (mata leão)   | Legacy FC 11                                           | 11/05/2012 | 2     | 2:52  | Houston, Texas     |                                                                           |
| Vitória | 3-1    | Matt Espinoza     | Nocaute Técnico (socos)   | Shark Fights 14: Horwich vs. Villefort                 | 11/03/2011 | 2     | 2:14  | Lubbock, Texas     |                                                                           |
| Derrota | 2-1    | Tim Snyder        | Decisão (majoritária)     | SWC 11 - Fury                                          | 19/06/2010 | 3     | 5:00  | Frisco, Texas      |                                                                           |
| Vitória | 2-0    | Davis Sylvester   | Nocaute Técnico (socos)   | KOK 7 - Judgement Day                                  | 29/08/2009 | 2     | 2:41  | Austin, Texas      |                                                                           |
| Vitória | 1-0    | LeJerrian Lindley | Nocaute Técnico (socos)   | Xtreme Knockout 4                                      | 09/05/2009 | 1     | 2:09  | Arlington, Texas   |                                                                           |